# Paula Kahumbu

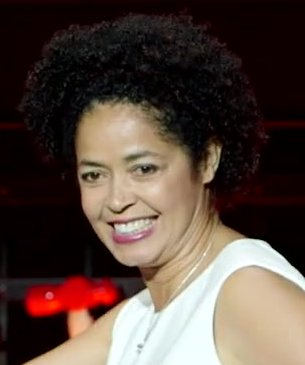
Paula Kahumbu, 2017

Paula Kahumbu (* 25. Juni 1966 in Nairobi, Kenia) ist eine kenianische Ökologin, Aktivistin und Autorin. Sie ist Geschäftsführerin der gemeinnützigen Organisation WildlifeDirect. Sie erhielt internationale Anerkennung für ihre Rolle bei der Sensibilisierung und Mobilisierung von Rechtsreformen zur Eindämmung der Elefantenwilderei in Kenia. Sie zählt zu den bekanntesten Naturschützern Afrikas und ist Mitglied im Vorstand von WWF International und National Geographic.

## Leben und Werk

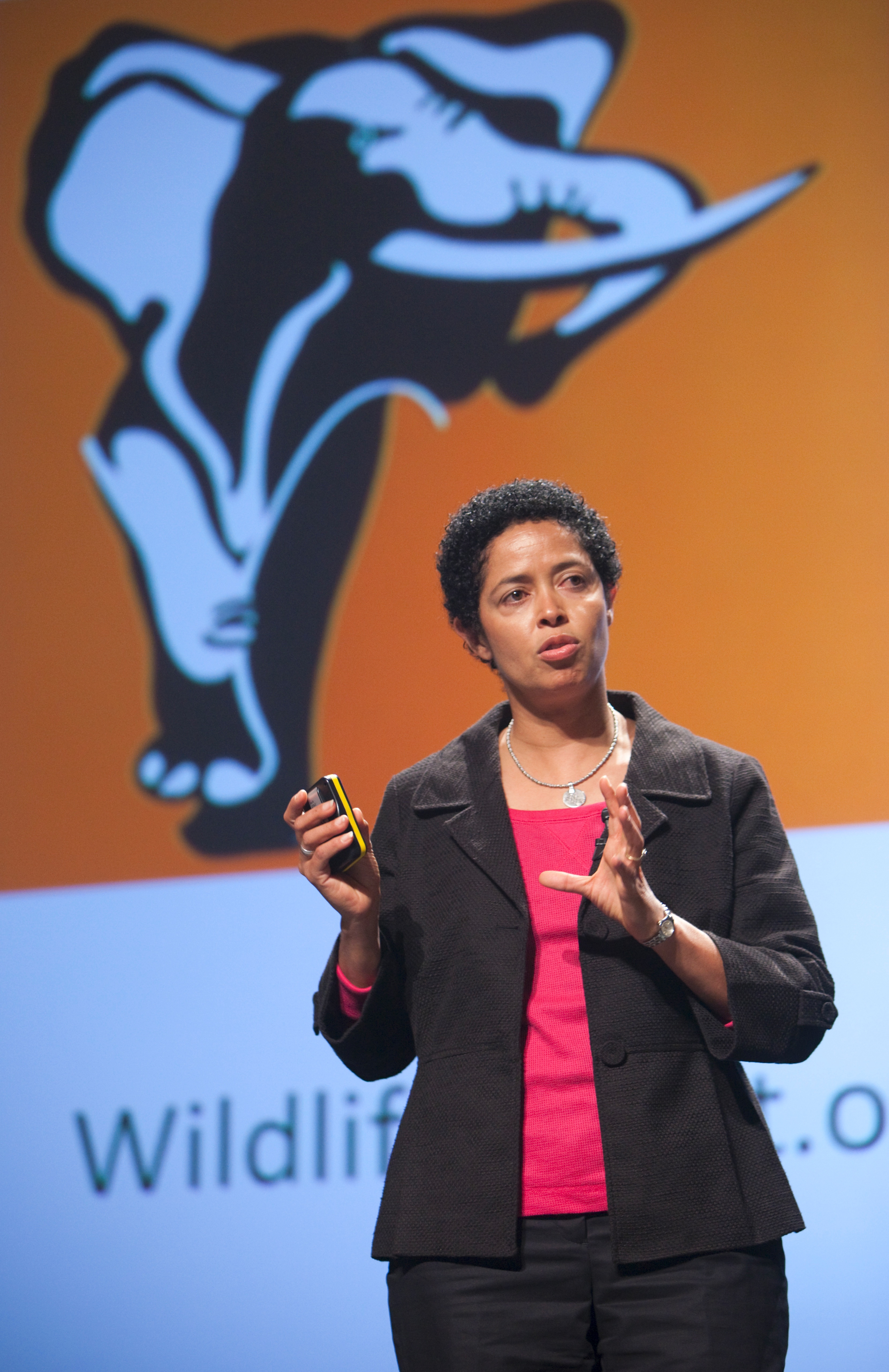
Paula Kahumbu bei Pop!Tech 2009 in Camden, ME

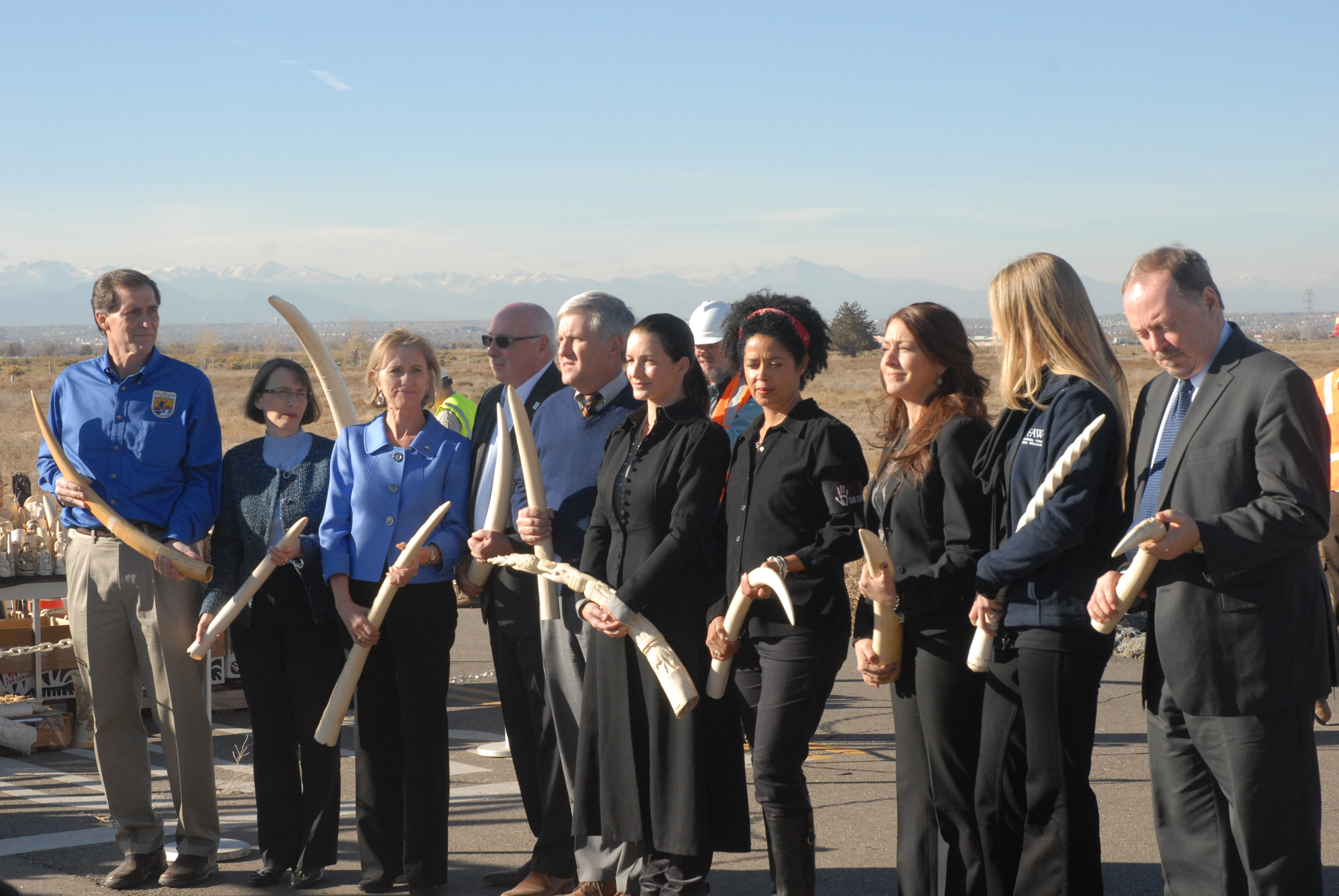
Elfenbeinzerkleinerung durch den United States Fish and Wildlife Service (USFWS) im Rocky Mountain Arsenal National Wildlife Refuge am 14. November 2013. Von links nach rechts: Dan Ashe (Direktor des US Fish and Wildlife Service), Judith Garber (Erste Stellvertretende Staatssekretärin, Außenministerium, Büro für Ozeane und internationale Umwelt- und Wissenschaftsangelegenheiten), Ginette Hemley (Leitende Vizepräsidentin, World Wildlife Fund – USA), Azzedine Downes (Präsident und CEO, International Fund for Animal Welfare), David J. Hayes (Ehemaliger Stellvertretender Staatssekretär im US-Innenministerium), Kristin Davis (Schauspielerin und Schirmherrin des David Sheldrick Wildlife Trust), Paula Kahumbu (CEO von WildlifeDirect), Joely Fisher (Schauspielerin und IFAW-Botschafterin), Kristin Bauer (Schauspielerin und IFAW-Botschafterin), Robert G. Dreher (Stellvertretender Generalstaatsanwalt, Justizministerium)

Kahumbu entwickelte ihre Liebe zu Tieren bereits in ihrer Kindheit in Nairobi. Ihr Nachbar war der Naturschützer Richard Leakey, der 2004 Mitbegründer von WildlifeDirect war. Kahumbu und ihre acht Geschwister schenkten Leakey regelmäßig Eidechsen, Schlangen, Frösche und Vögel zum Bestimmen und er erklärte den Kindern, wie man die Tiere wieder auswildert. Nachdem sie die Sekundarschule an der Loreto Convent Msongari School in Kenia abgeschlossen hatte, erhielt Kahumbu ein Stipendium, um Ökologie und Biologie an der University of Bristol in Großbritannien zu studieren.
Danach kehrte Kahumbu nach Kenia zurück, um bei der Untersuchung von über 2.000 beschlagnahmten Stoßzähnen zu helfen, die die kenianische Regierung später in einem Feuer vernichtete, um auf den Elfenbeinhandel aufmerksam zu machen. Das Feuer löste 1989 im Rahmen eines internationalen Abkommens zwischen Regierungen ein weltweites Verbot des Elfenbeinhandels aus.
Von 1989 bis 1991 absolvierte sie ein Master-Studium an der University of Florida und promovierte 2002 in Ökologie an der Princeton University mit einer Dissertation über Elefanten: The effects of elephants on their habitats in the Shimba Hills.
Ab 2002 war sie Koordinatorin bei Kenia Wildlife Services bis 2004 und leitete dort die Forschungs- und Parkabteilungen, bis 2007 war sie General Manager bei Largo Eco Systems, wo sie den Umweltzweig von Bamburi Cement leitete. Danach wurde sie Chef Executive Officer bei WildlifeDirect.
2010 heiratete sie den lettisch-australischen Kriegsberichterstatter, Dokumentarfilmer, Journalisten und Publizisten Peter Greste.

## Einsatz für den Naturschutz
Mit Anfang zwanzig vermaß sie mit einer Gruppe von Freunden jedes einzelne Stück der kenianischen Elfenbeinvorräte, ein Prozess, der 1989 in einem symbolischen Elfenbeinfeuer gipfelte. Nachdem sie acht Jahre lang Elefanten erforscht hatte, arbeitete sie für den Kenya Wildlife Service und leitete die kenianische Delegation beim Übereinkommen über den internationalen Handel mit gefährdeten Arten freilebender Tiere und Pflanzen. Als Geschäftsführerin der Naturschutzorganisation WildlifeDirect engagiert sie sich maßgeblich für eine bessere Strafverfolgung und eine stärkere Justiz in Kenia. Das kenianische Parlament verabschiedete später ein Gesetz, das für die Tötung bedrohter Arten eine lebenslange Gefängnisstrafe vorsieht.
Gemeinsam mit Kenias First Lady Margaret Gakuo Kenyatta gründete sie die Kampagne Hands Off Our Elephants und ist Produzentin und Moderatorin von  Wildlife Warriors, Afrikas erster von Afrikanern produzierter Wildtier-Dokumentationsreihe.
Kahumbu unterrichtet außerdem als Dozentin an der Princeton University Studenten im Bereich Naturschutz.
Kahumbu ist Kinderbuchautorin und Mitautorin von Owen and Mzee: The True Story of a Remarkable Friendship, ein Kinderbuch, das als Vorlage für einen Dokumentarfilm diente. Daneben veröffentlicht sie regelmäßig Beiträge im Magazin National Geographic und ist Environment Blogger for Africa für The Guardian.

## Ehrungen (Auswahl)
- 2011: National Geographic Emerging Explorer[1]
- 2014: britischer Whitley Award[7]
- 2015: Order of the Grand Warrior[8]
- 2019: Rolex-Preis für Unternehmungsgeist
- 2021: Marsh Award for Ecologists in Africa[9]

## Veröffentlichungen
- mit Juliana Hatkoff, Isabella Hatkoff, Craig Hatkoff: Looking For Miza: The True Story of the Mountain Gorilla Family Who Rescued One of Their Own. Scholastic Press, 2008, ISBN 978-0545085403.
- Richard Leakey (1944–2022). In: Science. Band 375, Nr. 6582, 2022, S. 723, doi:10.1126/science.abo2200.
- mit Joyce Poole, Ian Whyte: Loxodonta africana Savanna Elephant (African Bush Elephant). In: Jonathan Kingdon, David Happold, Michael Hoffmann, Thomas Butynski, Meredith Happold, Jan Kalina (Hrsg.):  Mammals of Africa Volume I. Introductory Chapters and Afrotheria. Bloomsbury, London 2013, S. 181–194.
- Kenya's biggest elephant killed by poachers. The Guardian 2014.